# 赤田水库
赤田水库是中国海南省三亚市海棠区境内藤桥西河下游的一座中型水库，是一座以城市供水为主，结合防洪、灌溉等综合利用的不完全年调节水库。工程于1991年11月开工，1994年10月竣工。总库容7710万立方米，正常蓄水库容5960万立方米。大坝为均质土坝，主坝最大坝高30.38米，坝顶长160.7米。水库是藤桥西河灌区的主要供水水源，设计日供水量15万立方米，灌溉面积2667公顷，现灌溉面积867公顷。同时也是三亚市主要饮用水水源地。